# 约翰·麦克道尔
约翰·亨利·麦克道尔FBA （1942年3月7日—）是南非哲学家，曾任牛津大学大学学院任職，後又擔任匹兹堡大学教授。  他也是美国文理科学院和英國國家學術院的院士。